# Фуксов концепт
Леонард Фукс (Leonhart Fuchs, 1501-1566), немачки лекар и ботаничар, објавиo је 1542. године De Historia Stirpium Commentarii (Спис о проучавању дрвећа). Фукс износи концепт ботаничке баште који је готово неизмењен до данас а заснива се на пет обавезних елемената:
1. Hortus simplicium (hortus medicus, hortus botanicus, hortus vivus), башта под надзором научника са обележеним биљкама за истраживање и едукацију;
2. Herbarium (hortus siccus), колекција сувих обележених биљака, залепљених за папир, сложених по одређеном реду;
3. Предавач, из области лековитог биља, касније универзитетски професор са кабинетом који предаје materia medica, касније ботанику;
4. Museum botanicum, одлагалиште за различите ботаничке материјале који нису погодни за хербаријум, као што су плодови, семе, шишарке, узорци дрвета и коре;
5. Hortus pictus (florilegium), колекција обележених, верно приказаних илустрација различитих ботаничких објеката.

Објављивању Фуксовог концепта претходио је XV век време географских открића и интензивна интродукција биљака. Године 1545. основан је "Orto Dei Semplici" у Падови, прва ботаничка башта која је у себи садржала Фуксов концепт и постала место за гајење и проучавање биљака. То је био угледни модел за све касније вртове овог типа, како на северу тако и на југу. Исте године, поред Падове оснивају се и ботаничке баште у Пизи и Фиренци. Следи Болоња 1568. године, а онда и ван Италије: 1580. Лајпциг, 1587. Лајден, 1621. Оксфорд, 1626. Париз...
1. ↑  Првом ботаничком баштом уопште може се сматрати и врт који је Matthaeus Sylvaticus (око 1280- око1342) средњовековни латински лекар, писац и ботаничар основао почетком XIV века при медицинској школи у Салерну. Године 1333. у Венецији је основана медицинска ботаничка башта, али ни једна од њих није примарно била колекција биљака, него је подређена примени биљака у медицини и далеко од Фуксовог коцепта.